# ОШ „Емилија Остојић” Пожега
ОШ „Емилија Остојић” Пожега смештена је у згради самом центру Пожеге, које представља препознатљиво архитектонско обележје нашег града.
Зграда матичне школе у данашњој улици Књаза Милоша број 26 изграђена је 1911. године и до 1956. у њој ради нижа реална гимназија, а од 1. септембра 1956. године са радом наставља осмољетка која касније добија назив Основна школа.
Због повећања броја ученика Школа се 1960. године дели на Прву и Другу основну школу да би 1963. године решењем СО Пожега Прва основна школа добила назив Основна школа „Емилија Остојић” по СКОЈ-евки рођеној у овом крају. Године 1965. припојене су јој основне школе из Прилипца и Јелен Дола, а 1981. године школе из Средње Добриње и Рогу.
Школа данас у свом саставу има, поред матичне школе, и три осморазредне школе у Прилипцу, Рогама и Средњој Добрињи као и четвороразредна одељења у Горобиљу, Пилатовићима, Лопашу, Лорету, Доњој и Горњој Добрињи.